# 貝查理
貝查理 （英語：Charles Barratt，1995年12月13日—）是台英混血男子籃球運動員。

## 生平
台英混血的貝查理讀完台北歐洲學校之後就讀倫敦大學皇家霍洛威學院，主修電影製作，大學時場上主打小前鋒和控球後衛位置，2017年大學畢業後加盟東南亞職業籃球聯賽寶島夢想家，改打大前锋位置。

## 外部連結
- 貝查理的Instagram帳戶
- 貝查理在Eurobasket.com（球員）（英语）